# Goniothalamus nitidus
Goniothalamus nitidus este o specie de plante din genul Goniothalamus, familia Annonaceae, descrisă de Elmer Drew Merrill. Conform Catalogue of Life specia Goniothalamus nitidus nu are subspecii cunoscute.